# Beton- und Monierbau
Die Beton- und Monierbau A-G (vollständig: Beton- und Monierbau Aktien-Gesellschaft, abgekürzt häufig als BEMO, im Ausland immer als BuM) war eine deutsche Bauunternehmung mit Sitz in Düsseldorf, die 1895 gegründet wurde und im April 1979 als sechstgrößtes Unternehmen dieser Branche in Konkurs ging.

## Geschichte

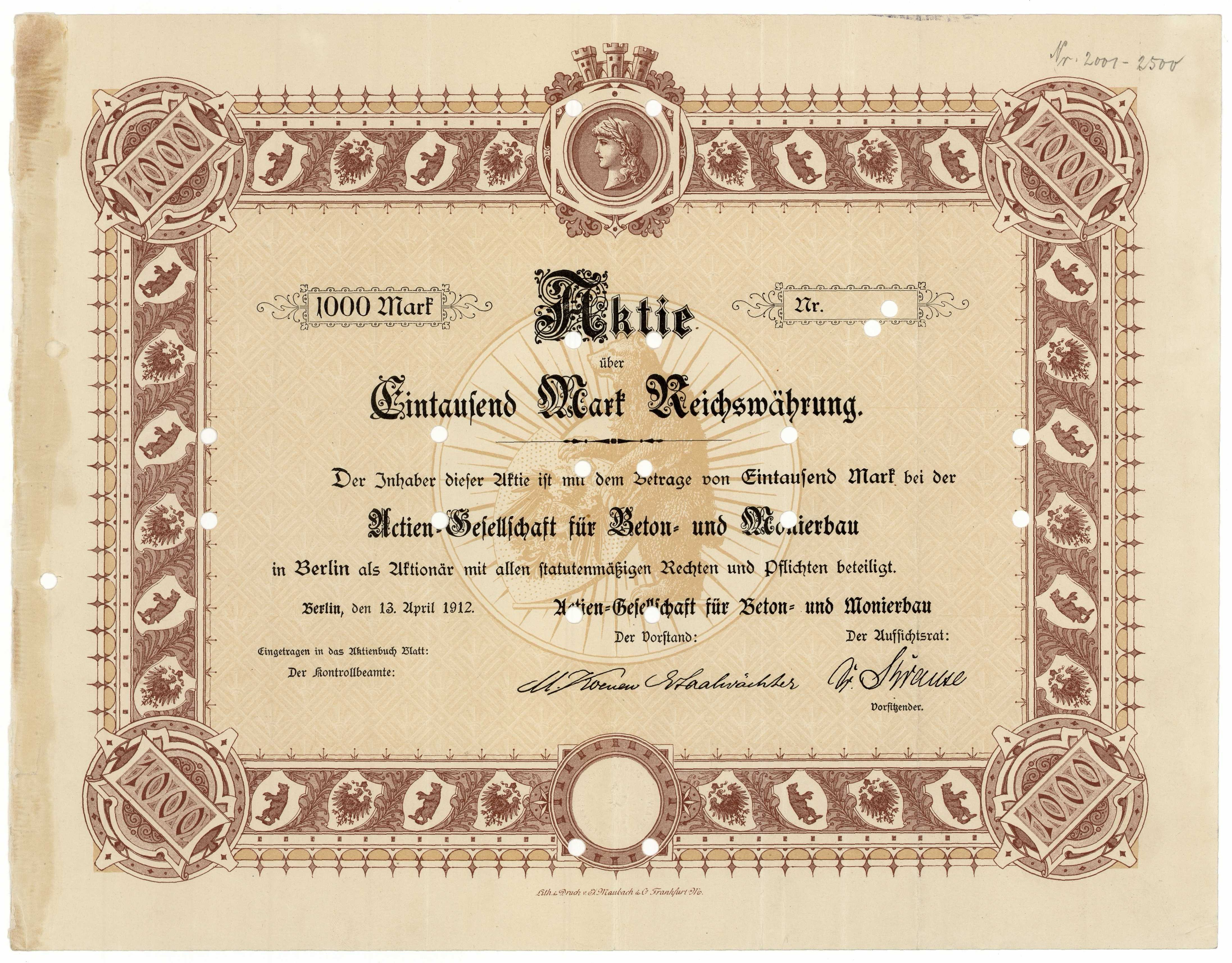
Aktie über 1000 Mark der AG für Beton- und Monierbau vom 13. April 1912

Aktie über 1000 RM der Beton- und Monierbau AG vom August 1936

Nachdem Gustav Adolf Wayss von Joseph Monier 1886 Lizenzen für dessen Eisen- bzw. Stahlbetonbauweise erworben hatte, gründete er am 15. Oktober 1889 zusammen mit dem Bauingenieur Mathias Koenen die Actien-Gesellschaft für Monierbauten vormals G. A. Wayss & Co., in die er seine bestehende Kommanditgesellschaft einbrachte. Nachdem sich Wayss 1893 aus dem Unternehmen zurückgezogen hatte, übernahm Matthias Koenen für mehr als dreißig Jahre die Leitung. Die Firma wurde am 24. Mai 1895 in Actien-Gesellschaft für Beton- und Monierbau geändert und wurde 1925 umgestellt zu Beton- und Monierbau Aktien-Gesellschaft.
Während des Zweiten Weltkriegs wurden ausschließlich Rüstungsbauten ausgeführt. So mussten Häftlinge des Arbeitslagers Blechhammer Zwangsarbeit für das Unternehmen leisten. Auch für den U-Boot-Bunker Fink II wurden ab 1941 Zwangsarbeiter, Kriegsgefangene und KZ-Häftlinge herangezogen.
Nach dem Zweiten Weltkrieg und dem Verlust der Niederlassungen im Osten Deutschlands verlegte die Gesellschaft ihren Sitz von Berlin nach Düsseldorf. Das Unternehmen entwickelte sich zu einem bedeutenden Bauunternehmen mit mehr als 8.000 Beschäftigten und Niederlassungen in ganz Westdeutschland sowie einem erheblichen Umsatzanteil im Ausland, insbesondere in Algerien, Nigeria und Saudi-Arabien.

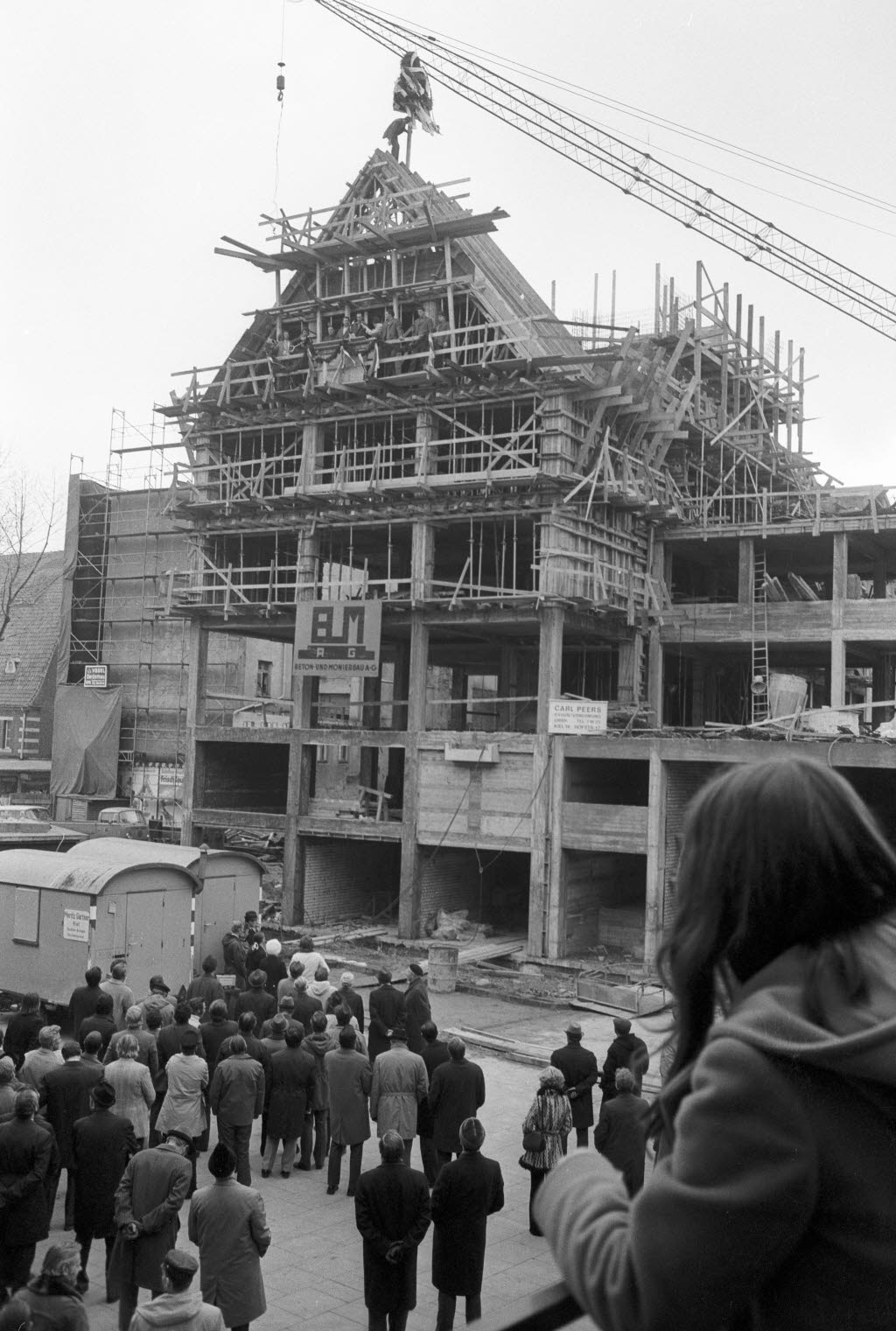
Landesfunkhaus Schleswig-Holstein, 1971

1977 erwirtschaftete das Unternehmen mit 19.677 Mitarbeitern einen Umsatz aus der Bauleistung von 1,602 Milliarden DM und avancierte zum fünftgrößten Baukonzern Deutschlands. Aufgrund von Wertberichtigungen aus dem expandierten Auslandsgeschäft des Unternehmens geriet das Unternehmen in finanzielle Schwierigkeiten und wurde Anfang 1977 vom Land Nordrhein-Westfalen mit einer Landesbürgschaft von 100 Millionen DM und später durch den Bund nochmals um 50 Millionen DM unterstützt. Die niederländische OGEM N.V. übernahm im Sommer 1977 rund 40 Prozent der Anteile am Unternehmen und löste die Rütgerswerke AG als Großaktionär (vormals 44 Prozent Anteil) ab. Der Finanzmakler Jürgen Amann aus Köln kaufte über ein Darlehen der Deutsche Genossenschaftsbank für 40 Millionen DM rund 25 Prozent der Anteile an der Beton- und Monierbau AG.
Von 1970 bis März 1978 war Heinz-Friedrich Hoppe Vorstandsvorsitzender des Unternehmens.
Am 3. April 1979 musste der seit dem 10. August 1978 im Amt befindliche Vorstandsvorsitzende Hans Walther Baumhoff für das Unternehmen Konkurs anmelden, nachdem die WestLB ein Sanierungskonzept abgelehnt hatte. Es handelte sich um einen der größten Konkurse der deutschen Nachkriegsgeschichte. Konkursverwalter war Friedrich Wilhelm Metzeler.

## Bekannte Bauprojekte bis 1979 (Auswahl)
- 1902: zehnbogiger Viadukt über das Löbauer Wasser für die Bahnstrecke Löbau–Radibor
- 1926–1929: Grundbauarbeiten am Schiffshebewerk Niederfinow (mit Christoph & Unmack und Philipp Holzmann)
- 1932–1939: Deutsche Versuchsanstalt für Luftfahrt, Aerodynamischer Park, Arbeitsgemeinschaft mit Dyckerhoff & Widmann
- 1941–1944: U-Boot-Bunker Fink II; Arbeitsgemeinschaft mit Wayss & Freytag
- 1955–1957: Blombachtalbrücke in Wuppertal
- 1950er Jahre: Straßen und Brücken im Irak
- 1960er Jahre: Brückenbauten in Galicien, Spanien
- 1970er Jahre: Bauten in Algerien (Betonfertigteil-Werk Oued Hamimine); Wohngebäude in Constantine, Annaba und El Kala; Schulen unter anderem in Collo, Fedj Mzala, Mila; Industriebauten in Oued Hamimine (Constantine), Mila (Keramik und Sanitär), Tizi Ouzou (Elektro), Sétif (Batterien), Aïn El Kebira (Schraubenfabrik), Sidi bel Abbès (Landmaschinen), Oued Rhiou (Leuchtmittel), Rouïba (LKW) sowie Tiaret (Bus und LKW)
- 1970er Jahre: Sprengstofffabrik in Algerien (zusammen mit der Fritz Werner Werkzeugmaschinen AG)
- 1970er Jahre: Bauten für die Atom-Industrie in Isfahan (Iran)
- 1970er Jahre: Zementfabrik in Nigeria
- 1970er Jahre: Flughafen Calabar in Nigeria
- 1970er Jahre: Sportstätten in Saudi-Arabien
- 1970–1974: Beteiligung an der Arbeitsgemeinschaft für das Kraftwerk Berlin-Lichterfelde

## Nachfolgeunternehmen
Die österreichische, vorwiegend im Tunnelbau tätige Tochter Beton- und Monierbau Ges.m.b.H. ging aus dem Konkurs unbeschadet hervor und der Bereich Tunnelbau wurde 1979 an das Unternehmen Wix & Liesenhoff mit Sitz in Dortmund veräußert, ab September 1979 zur Deilmann AG mit Sitz in Bad Bentheim. 1991 folgte die Übernahme durch die Preussag. Die Deilmann-Haniel International Mining and Tunneling GmbH verkaufte 2009 die Beton- und Monierbau Gesellschaft m.b.H. (BeMo) aus Innsbruck an die Alpine Bau. Später wurde die Firma in Alpine BeMo Tunnelling GmbH umbenannt. Nachdem die Alpine Holding 2013 Konkurs angemeldet hat, wurde die Alpine BeMo Tunnelling GmbH an die tschechische Metrostav-Gruppe verkauft. Nach dem Verkauf wurde der Firmenname in BeMo Tunnelling GmbH (BeMo) geändert.
Durch ein management buy out wurde 1997 die Beton- und Monierbau GmbH (gelbes Logo) mit Sitz in Nordhorn aus der Deilmann AG gelöst. Das Nordhorner Unternehmen unterhält Niederlassungen in Leipzig (Übernahme 1997 der Niederlassung Beton- und Monierbau Leipzig GmbH) und Meppen-Esterfeld (2002 Übernahme des Bauunternehmens Brandewiede) und beschäftigt rund 250 Mitarbeiter.
Die seit 1955 in Nigeria tätige und seit 1957 in Port Harcourt registrierte Monier Construction Company (Nigeria) Limited wurde ebenfalls fortgeführt und ist nun vollständig im Besitz und unter dem Management nigerianischer Geschäftsleute.
Das Spezialbauunternehmen BuM Beton- und Monierbau GmbH in Herne mit 250 Mitarbeitern und orangem Logo führt den Namen ebenfalls fort. Es gehörte bis 2011 zur Heitkamp Bauholding und wurde im Februar 2012 von der Feldhaus-Gruppe in Schmallenberg übernommen.